# 毛瑟1871型步槍
毛瑟1871型（被德軍制式命名為“Gewehr 71”；意為“71型步槍”，步槍上亦刻有「I.G.Mod.71」的字樣）是德國毛瑟公司生產的第一款步槍，由保羅·毛瑟和威廉·毛瑟所設計，後來在施潘道兵工廠大規模生產。

## 歷史
保羅·毛瑟於1867–1871年期間研發了他的栓式步槍，這種步槍參與了1870–1871年進行的德軍步槍競選，擊敗了巴伐利亞·雲達1869型步槍並最終於1871年12月2日獲得暫時採用，但部隊仍然期待著一個更可靠的保險裝置。在國營的施潘道兵工廠的協助下，保險裝置的改進終於完成，並於1872年2月14日被除了巴伐利亞地區以外的德意志帝國皇軍所採用，命名為“1871型步槍”。該槍的大規模列裝於1873年後期開始，並最終於1875年春季完成整個換裝過程。在德軍服役的1871型步槍後來於1888–1890年間被使用無煙火藥的盒狀彈倉供彈1888型步槍所取代。

## 設計和服役紀錄
71型步槍是一種傳統栓式步槍，它發射11毫米口徑的黑火藥步槍彈，最初的型號只能單發裝填。由於後者有著不少為人詬病的毛病，毛瑟1871型並沒有採納德萊賽針發槍的槍機系統，其槍栓亦只有一個鎖耳。該槍是最早採用毛瑟系統步槍特有的“翼”型保險裝置的步槍。後來於1884年，毛瑟公司為1871型步槍新增了由阿爾弗雷德·馮·克羅巴查克設計的管狀彈倉，令其成為德國最早裝備的連珠步槍。該型號被命名為“1871/84型步槍”（Gewehr 1871/84）。
一種改良自1871/84型，並被命名為“M1887”的連珠步槍被鄂圖曼帝國所採用，它新增了一條通槍條、在槍栓後部增加了第二個鎖耳，並把口徑改為9.5×60毫米R，一種被保羅·毛瑟吹捧為“最有效”的黑火藥子彈。踏入20世紀初，部份步槍由位於安卡拉的兵工廠轉換為7.65×53毫米無煙火藥口徑。
1871型步槍有一種較短的型號，是為“M1879邊防軍步槍”（M1879 Grenzaufsehergewehr），它於1880年被列裝到邊防部隊。該槍發射11.15×37.5毫米R口徑藥筒，為全威力步槍彈的縮短版。
塞爾維亞王國於1881年採用了一種1871型步槍的升級版本，命名為“1878/80型”。它仍然是單發裝填，但口徑被改為10.15×63毫米R，並採用了由塞爾維亞少校科斯塔“科卡”米洛瓦諾維奇所設計的槍栓導槽（類似於M1870維特利步槍）和“漸進式膛線”（增加子彈的轉動速度，從而提升殺傷力）。它普遍的被稱為“毛瑟-科卡”、“毛瑟-米洛瓦諾維奇”或“科金卡”（Kokinka）。毛瑟-科卡的槍口初速為1,680英尺每秒（510每秒）。它首度於塞保戰爭中投入實戰。塞爾維亞政府一共購入了約110,000枝毛瑟-科卡步槍。從1907年開始，一半以上的步槍被克拉古耶瓦茨的槍匠轉換為7×57毫米口徑並改以5發盒狀彈倉供彈，它亦換上了由斯泰爾-曼利夏製造的新槍管。這些改進型步槍（被命名為“M80/07”）與舊槍都參與了後來的巴爾幹戰爭和第一次世界大战 。
1871型步槍亦曾被大韓帝國軍隊所採用。儘管採用數量不明，大韓帝國曾為該槍生產彈藥，因此可以推斷該國裝備了一定數量的1871型步槍。在德國採用1888型步槍後，超過1,000,000枝退役的1871型步槍被出售到大清帝國並裝備清軍。
1894年，烏拉圭委托法國聖丹尼斯法國輕武器協會把他們的1871型步槍轉換至6.5×53.5毫米SR口徑。它們並被換上新的槍托、槍管、瞄具、槍管扣和通槍條。
愛爾蘭共和黨人曾於1914年非法進口了900枝1871型步槍裝備愛爾蘭志願軍，並在1916年的復活節起義投入使用對抗英國人。這些步槍被愛爾蘭人稱為“霍斯毛瑟”（Howth Mauser）。

## 使用國
- 芬兰
- 德國
- 德意志國
  - 人民衝鋒隊
- [9]
- 日本
- 朝鮮國
- 大韓帝國
- 奥斯曼帝国
- 大清
- 塞尔维亚王国
- 共和國
- 泰國
- 乌拉圭
- 委內瑞拉

## 圖片

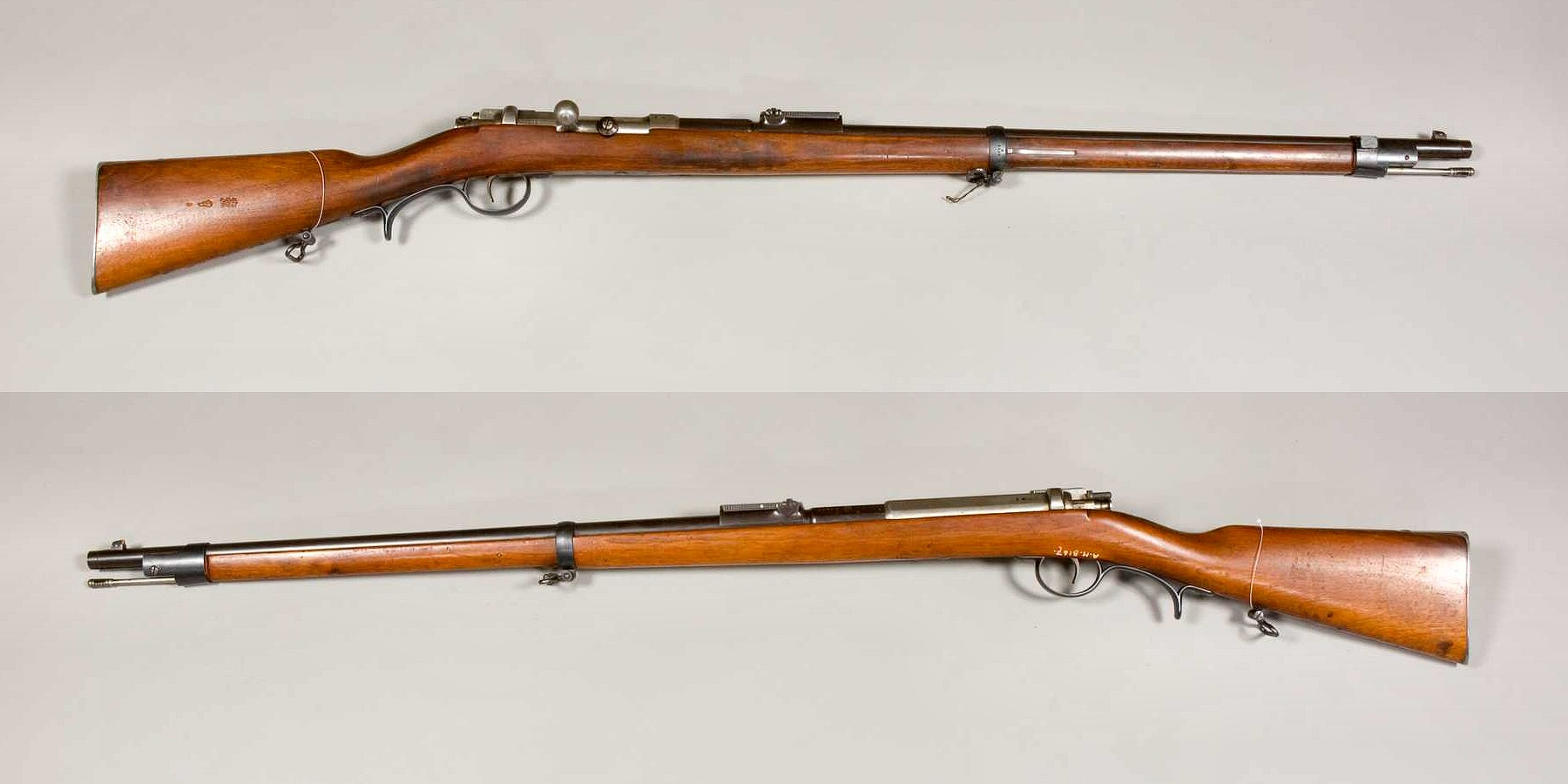
獵兵部隊裝備的毛瑟1871型步槍
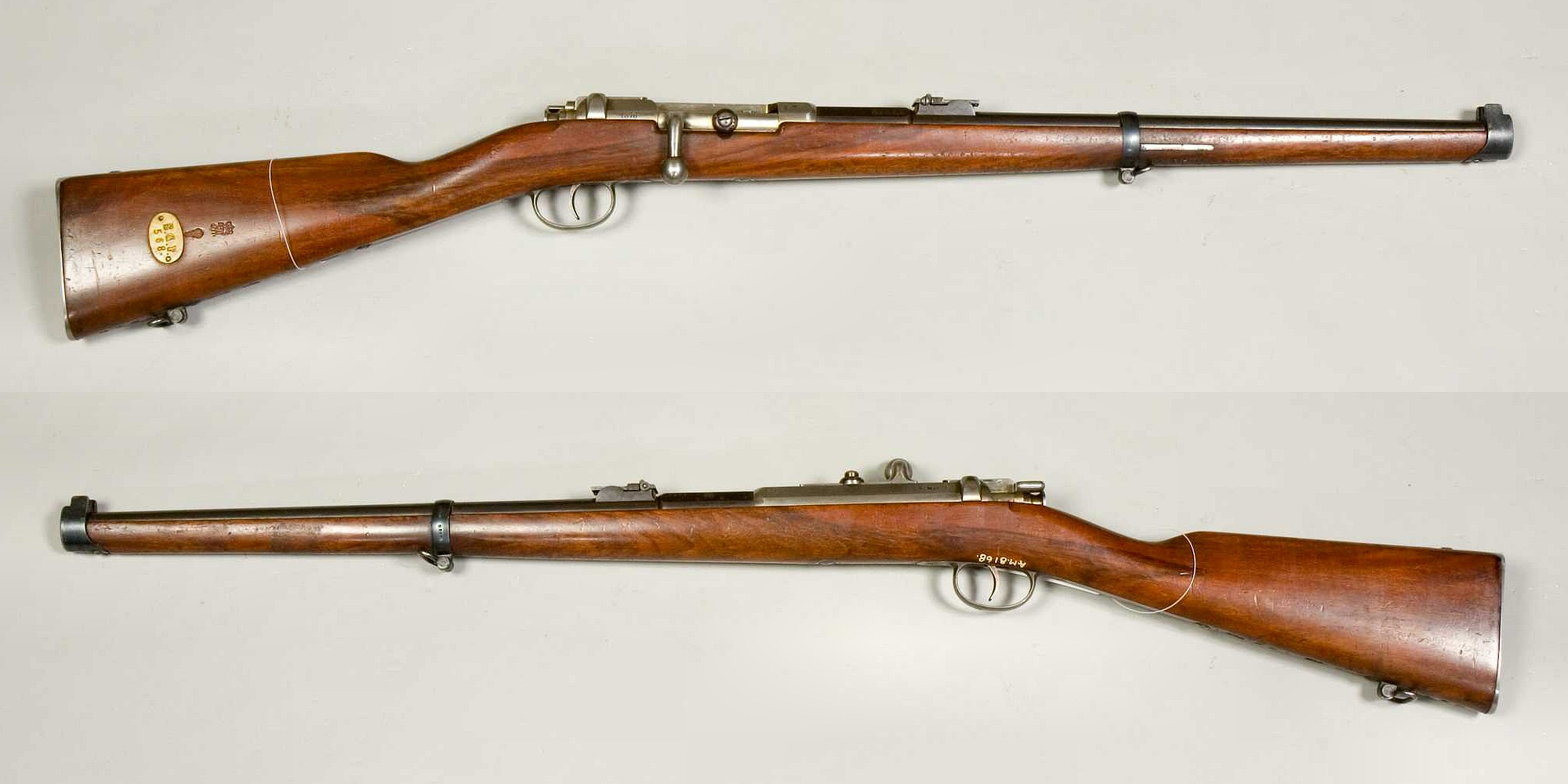
毛瑟1871型騎兵用卡賓槍
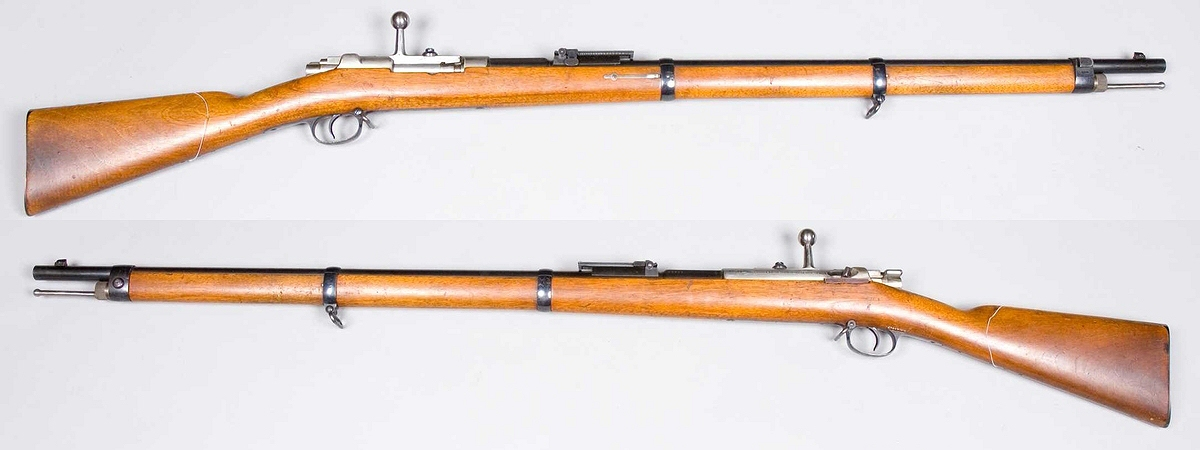
毛瑟1871-84型
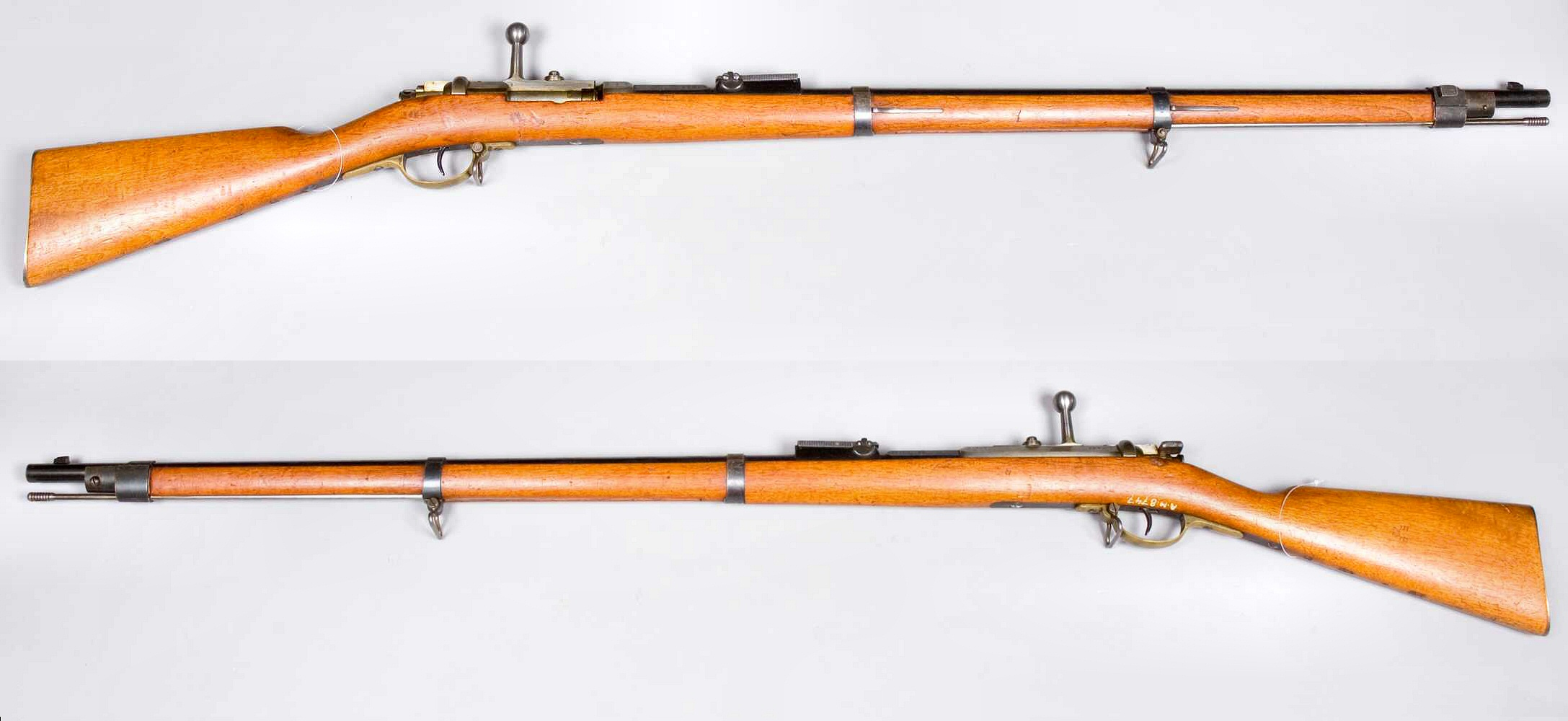
毛瑟1871型
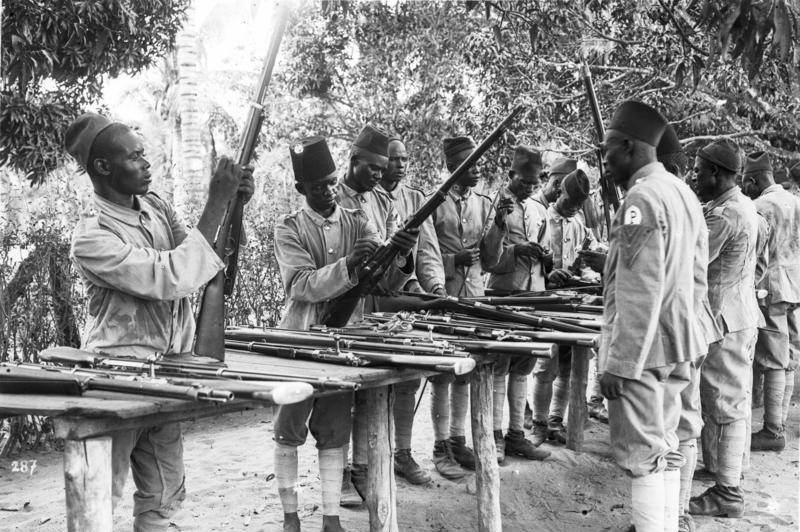
在東非的德軍黑人部隊與1871型步槍

## 外部連結
- Official Manual[永久] （德文）
- Video of M71 operation （页面存档备份，存于）
- Mauser-Milovanović (many photos)
- （页面存档备份，存于）

## 另見
- 德萊賽針發槍
- 勒貝爾M1886步槍